# 溫哥華架空列車
溫哥華架空列車（英語：Vancouver Skytrain），又譯天車、溫哥華城市軌道交通，是加拿大不列颠哥伦比亚省大溫哥華的城市軌道交通，隸屬大溫運輸聯線的公共交通網絡。此系統於通車初期的大部分路段採用高架橋運行，因而得名。系統目前共有53個車站，分博覽線、千禧線和加拿大線三條路線運行，全長79.5公里，是全球第二長的旅客捷運系統城以及加拿大最長的城市城市軌道交通。三條路線於2017年第3季的平均工作日載客量達488,900人次。博覽線和千禧線由卑詩省快速交通公司營運，而加拿大線則由營運。

## 歷史

### 背景及早期規劃

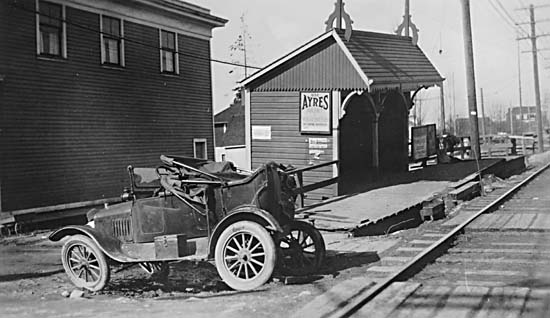
中央公園市際電車線的走線後來成為架空列車首期路段的一部分；圖為中央公園電車線哥靈活站一景（攝於1930年代）

溫哥華市内的有軌電車系統於1890年開通，而連接溫市和新西敏的中央公園市際電車線（Central Park interurban）則於1891年通車。踏入1940年代，電車線營運商卑詩電力鐵路公司（British Columbia Electric Railway）開始淘汰有軌電車並改為派遣巴士行駛公共交通路線：中央公園市際電車線從1953年至1954年間分階段停駛；溫哥華市内的最後一條有軌電車線於1955年停駛；而連接馬寶區和史提夫斯頓的市際電車線則於1958年停駛，為大溫哥華地區的有軌電車服務劃上句號。
1960年代，各級政府開始研究在溫哥華市内興建高速公路網絡，但計劃惹來沿線大批居民反對，方案亦最終作罷。為了應付區内的交通流量，大溫哥華區域局於1975年發表的《宜居地區1976/1986》報告（The Livable Region 1976/1986）中提出取道已停駛的中央公園市際電車線走線興建路面輕鐵系統，連接溫哥華市中心和溫市東區、本拿比南區和新西敏，並於新西敏東部分成兩條支線，分別前往高貴林和素里。
項目於1980年代初轉交卑詩省政府發展；與此同時，前身為安大略省省營機構的市區運輸開發公司（Urban Transportation Development Corporation，UTDC）開發了一種以直線電動機驅動並可以採用無人駕駛方式運行的中型載客量捷運系統，並為此新技術尋求買家。當時卑詩省政府正申請在溫哥華舉辦以運輸及通訊為主題的1986年世界博覽會，並有感該ICTS系統既能解決大溫哥華地區對軌道交通的需求外，也能迎合博覽會的主題。兩者遂達成協議，將大溫哥華軌道交通系統從路面輕鐵改為ICTS系統。

### 首期路段

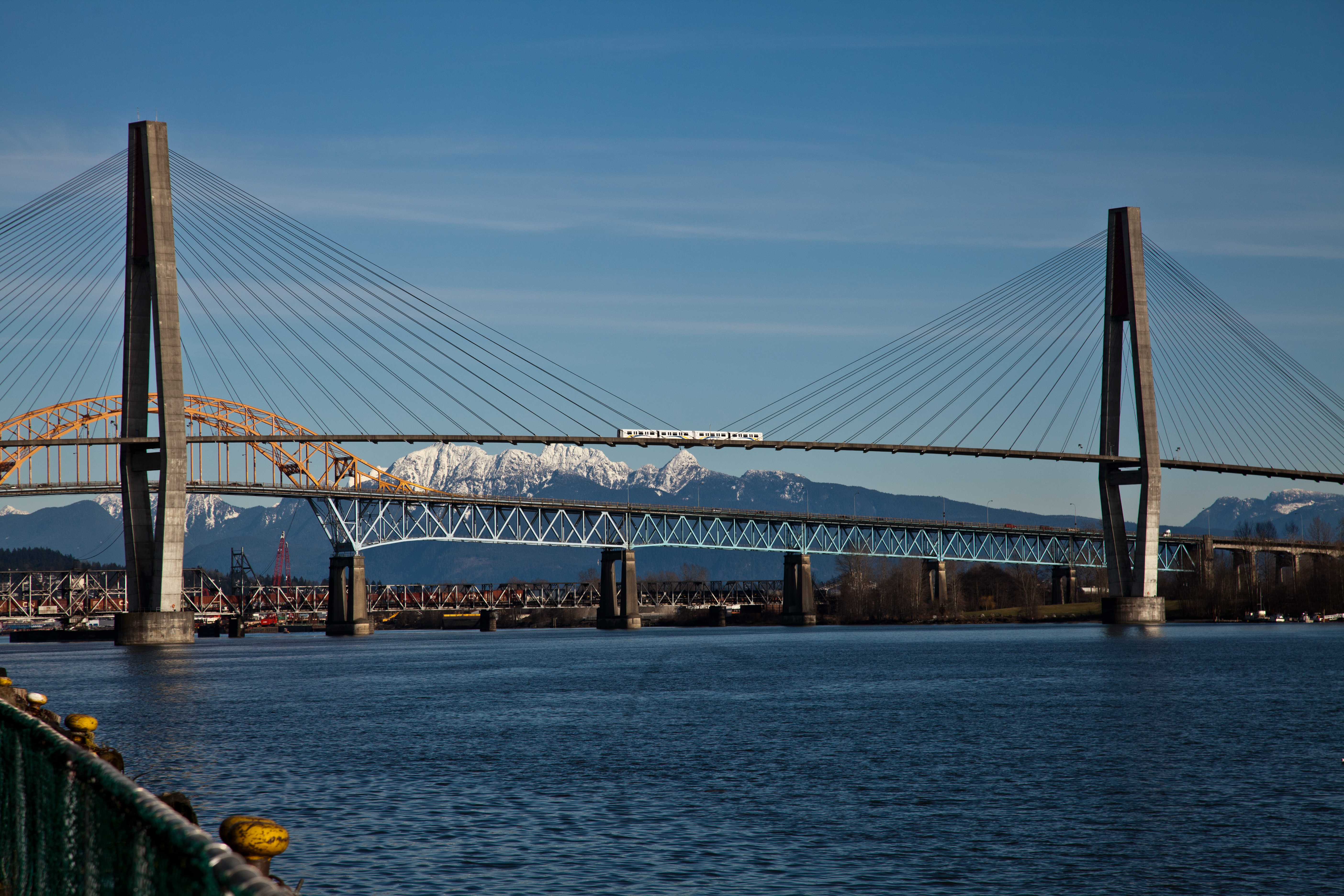
架空列車於1990年沿天空之橋橫跨菲沙河伸延至素里

連接溫市中心濱海站和新西敏的溫哥華地區捷運項目於1982年3月1日動工。當局從同年5月起在溫哥華市内緬街夾總站大道（Terminal Avenue）一帶率先興建一條1公里長的示範線連車站（即現時的緬街－科學世界站），1983年夏季期間對外開放。
捷運項目耗資8億5400萬元（1986年金額），1985年12月11日開幕，並於同日正式改稱「架空列車」。開幕後架空列車進行了為期八天的試運階段，讓公眾免費試搭，再於1986年1月3日正式投入收費服務，世博舉行期間另設專車連接分別位於加拿大廣場和福溪畔的兩個會場。龐巴迪公司後來收購了UTDC，並將ICTS技術重新包裝為先進捷運系統。
當局其後開始規劃通往高貴林和素里的延線，但高貴林延線因其擬定走線受沿線居民反對而擱置，當局遂專注發展素里延線。系統於1989年從新西敏站伸延至哥倫比亞站，1990年沿為架空列車專設的天空之橋橫跨菲沙河伸延至素里的史葛路站，再於1994年延至喬治國王站。

### 千禧線首階段、運輸聯線接管

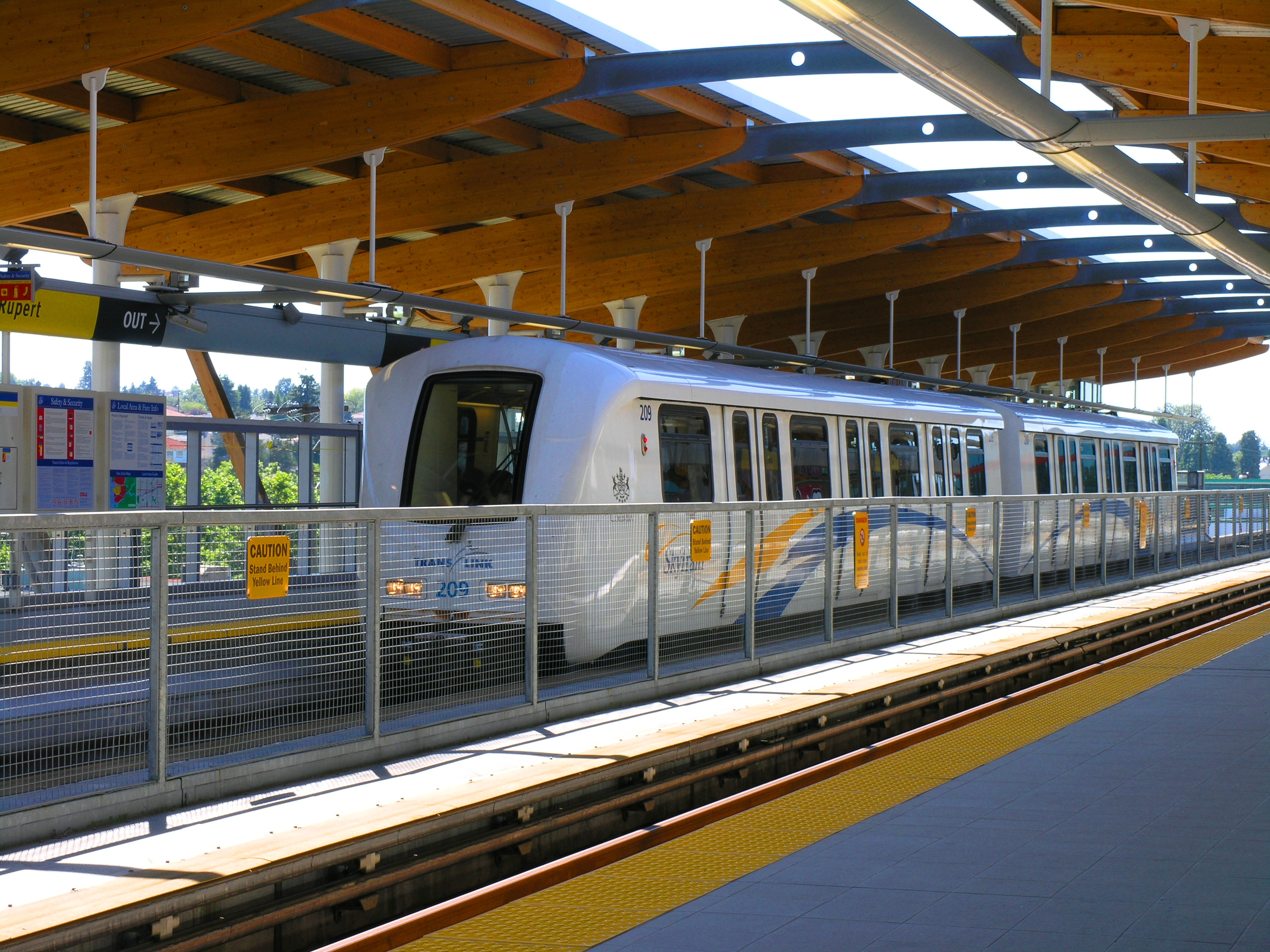
魯拔站聯同千禧線於2002年開幕

1990年代中期，大溫區域局制定了《2021年中期交通大綱》，指出區内三條走廊到2006年會達致興建中型鐵路系統的客流量門檻，當中包括溫市百老匯中區至洛歇鎮中心、二埠至高貴林市中心、和列治文至溫哥華市中心。在地圖上，前兩者連結起來的形狀貌似一個「T」字，因此該兩條走廊合稱「T字線」，而卑詩省政府和大溫區域局則於1995年同意在T字線使用路面輕軌技術而非架空列車固有的龐巴迪捷運技術。在輕軌線落成前，卑詩公車局率先於1996年9月創辦快速公車線，沿溫市百老匯街和本拿比洛歇公路連接卑詩大學和洛歇鎮中心，以迎合沿線固有的公共交通需求，以及為輕軌線奠定客源。迅即成為大溫地區最繁忙的公車線，首兩年的乘客數目比預期高30%。
另一方面，卑詩省政府與大溫哥華區域局於1990年代中期就大溫地區未來發展的方向出現分歧，兩者遂於1997年商討將架空列車的控制權從省政府轉移至大溫區域局。卑詩省議會於1999年通過《大溫哥華運輸管理局法案》，將架空列車及其營運公司的控制權從卑詩公車局轉交新成立的運輸聯線。
省政府於1998年決定將T字線從路面輕軌線改為架空列車線，並使用龐巴迪的捷運技術。T字線介乎金馬素站和哥倫比亞站的路段於2002年分階段啓用，並取名為「千禧線」，在路線圖上以黃色標示。原有介乎溫哥華和素里的路線（因直至當時仍為唯一路線而只稱作「架空列車」）則同時取名為「博覽線」，在路線圖上以深藍色標示，以茲識別。千禧線當時以溫市中心濱海站作其市區總站，從該站起與博覽線共構運行至哥倫比亞站，其後脫離博覽線走線伸延至洛歇鎮中心，後再途經本拿比北部和溫市東部伸展至金馬素站，並在此與博覽線和千禧線共構路段的百老匯站交匯。執政卑詩新民主黨省政府於同期就T字線的餘下路段（即滿地寶－高貴林線）展開規劃程序，但由於資金有限，而沿線各城市又就走線出現分歧，項目因此於2001年卑詩自由黨上台執政後擱置，但當局仍於洛歇鎮中心站為滿地寶－高貴林線設置預留月台和分叉位。千禧線再於2006年從金馬素站往西伸延至溫哥華社區學院－克拉克站。

### 加拿大線及長青延線項目

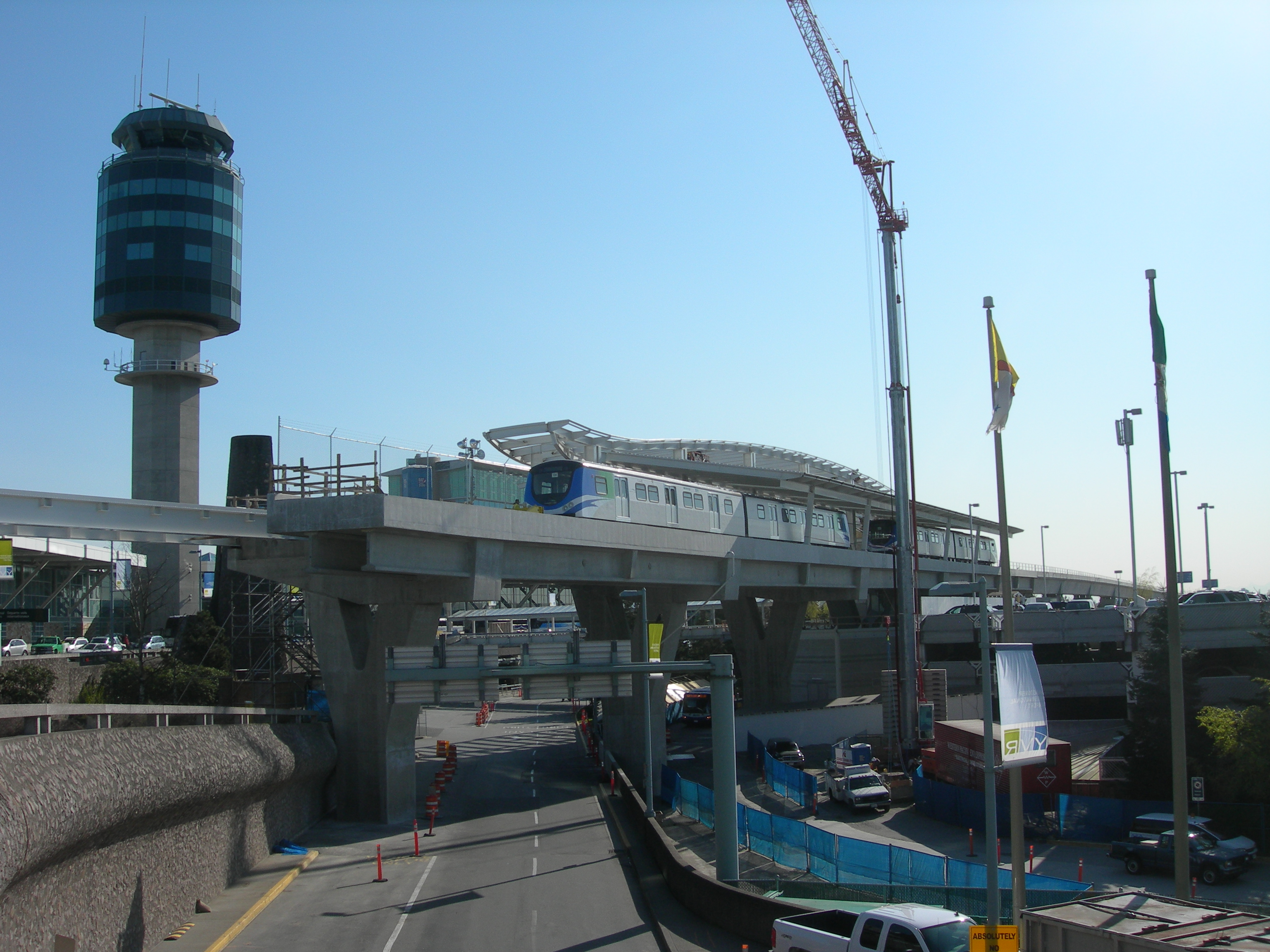
興建中的加拿大線溫哥華國際機場站（攝於2008年）

運輸聯線於2004年通過興建連接列治文和溫哥華國際機場至溫哥華市中心的捷運線（即《2021年中期交通大綱》的另外一環）；項目於2005年末動工，並定名為「加拿大線」，於2009年8月17日通車，比原定計劃提早約三個月完成。該線為架空列車第三條路線，在路線圖上以淺藍色顯示。

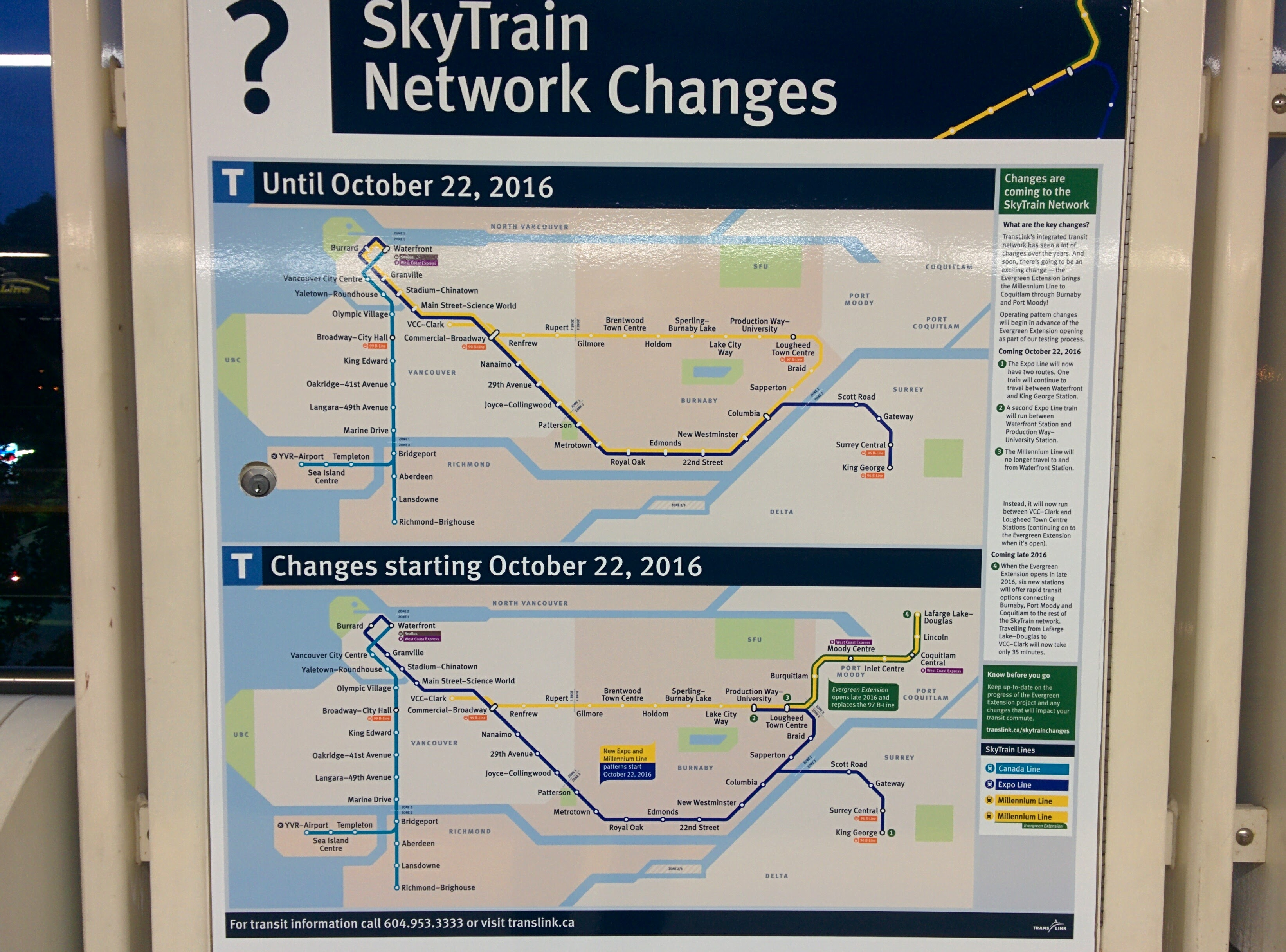
運聯於2016年9月在架空列車沿線各站張貼告示，解釋因應長青延線通車而進行的路線重組

此外，運聯亦於2004年通過使用路面輕軌技術興建滿地寶－高貴林線，並於2005年12月將之命名為「長青線」。當時運聯預料長青線輕軌會於2009年通車，預算造價約為9億7千萬元（2007年金額）。然而，運聯卻於2008年接納省政府安排，將項目改回架空列車線，項目遂重新定位為千禧線的延伸路段，並改稱「長青延線」。項目造價上調至14億元，通車日期最終押後至2016年12月2日。
為了配合長青延線通車，運聯於2016年10月重組架空列車網絡。千禧線自此取消與博覽線介乎濱海站和哥倫比亞站的共構運行安排，僅限來回溫哥華社區學院－克拉克站和洛歇鎮中心站，長青延線開通後則往東伸展至高貴林的拉法基湖－道格拉斯站。原屬千禧線介乎洛歇鎮中心站和哥倫比亞站的路軌則改屬博覽線，成為該線的其中一條支線。

## 路線

### 營運路線
架空列車系統現時共有三條路線，如下：
■ 博覽線從溫哥華市濱海站起，途經溫市中心（此段於地底運行）、溫市東部及本那比南部後抵達新西敏市（又稱二埠），離開哥倫比亞站後分為兩條支線。一條支線沿天空之橋橫越菲沙河，至素里市喬治國王站為終點站；另一條則途經新西敏東北部，至本那比生產路－大學站為終點站。介乎濱海站和體育館－華埠站的地底路段是採用了前屬加拿大太平洋鐵路的登斯梅隧道（Dunsmuir Tunnel），而介乎納奈莫站和哥倫比亞站的路段則採用前卑詩電力鐵路公司市際電車的走綫。
■ 千禧線西起溫哥華社區學院－克拉克站，途經溫市東部和本那比北部至洛歇鎮中心站，從該站起途經長青延線穿越滿地寶和高貴林，至拉法基湖－道格拉斯站為終點站。有別於博覽線的大部分車站，千禧線（溫哥華至本那比段）的車站皆由卑詩省最頂尖的建築師設計，這些車站的風格亦因此與博覽綫和長青延線的車站大相徑庭。
■ 加拿大線連接溫市濱海站、列治文市和溫哥華國際機場，是加拿大首條機場聯絡軌道系統。本線沿途設有16個車站，當中九個位於溫市内，四個位於魯魯島上，其餘三個則位於海島上。本線由InTransitBC公司負責興建，而通車後為期35年的營運權亦歸該公司屬下的Protrans BC所有。有別於架空列車的另外兩條路線，加拿大線於溫市内大部份路段於地底運行，並採用南韓公司現代Rotem所製的列車，而並非龐巴迪製造的地鐵列車。雖然與固有的架空列車系統有數處異端，本線仍被歸類為架空列車的其中一條路線，並採用運輸聯線的公共交通收費架構。

### 未來發展

#### 百老匯街走廊／卑詩大學延線計劃

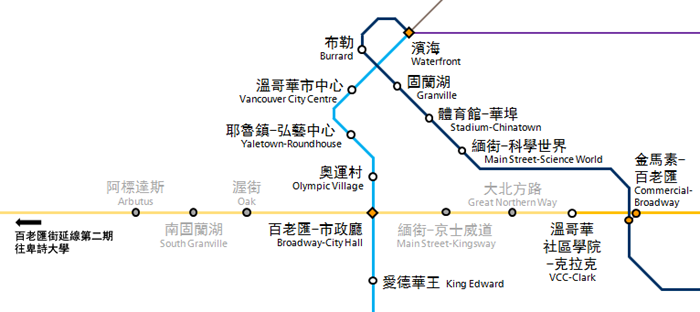
千禧線西端延線首期路段方案

百老匯街沿線巴士線的乘客量將近飽和，當中99-B快速巴士線的乘客量達每天五萬人次，是大溫地區最繁忙的巴士線之一。有見及此，運輸聯線於2010年就舒緩沿線交通列出數項可行方案，並就此進行研究和公眾咨詢。研究結論顯示千禧線西延方案為最佳選項，並建議將延線分兩階段興建：首階段將千禧線沿百老匯街或鄰近的平行街道往西伸延至阿標特斯街（Arbutus Street），而阿標特斯街至卑詩大學的路段則留待次階段興建，期間此路段繼續由服務。
千禧線西延項目首期路段全長6公里，在地底運行並設有6個地下車站，預料造價為19億加元。2017年上台執政的卑詩新民主黨省政府將提供項目造價的40%資金，而聯邦政府亦將支付40%項目造價，餘下款項需由大溫地方政府籌集。大溫城鎮長官聯席會於2018年3月公布融資方案，項目暫定於2018年末招標，2019-20年動工，可望於2025年開通。但是由於受到罷工活動發起，連帶影響混凝土供應作業，完工日期已經延期至2026年初。不過，英屬哥倫比亞省政府於2024年5月底宣布：通車時間再度推遲；目前預計2027年秋季完工啟用。 （页面存档备份，存于）

#### 博覽線延線計劃
省政府的2008年公共交通大綱中亦計劃將博覽線向東伸延至喬德福，然後沿152街伸延至與菲沙公路相交的費列特活，再向東南伸延至168街為止；延線全長約6公里。計劃亦包括將博覽線全綫車站的月台延長以提升載客量：現有月台可容納1組由6卡車組成的龐巴迪Mark I列車，或1組由4卡車組成的Mark II列車；延長後的月台將可容納由8卡車組成的Mark I列車，或由6卡車組成的Mark II列車。在遠景規劃中，博覽線預期將於2030年或之前伸延至蘭里市。為此，運輸連線於2013年9月創辦96 B-Line快速公車線：從喬德福沿104大道向西行駛至素里市中心後向南經喬治國王站行駛至牛頓總站，運輸聯線表示此線日後並會向南延伸至白石。但由於當時素里市政府堅持延線必須要以輕軌技術運行，運輸聯線曾把博覽線延線方案改為一條基於96 B-Line的路線來往喬德福與牛頓與及沿菲沙公路來住喬治王站及蘭里市的雙路線輕軌計劃。2018年10月，於市選期間表態支持博覽線延線，由素里前市長Doug McCallum組成的地區組織奪得市政府控制權，運輸聯線與素里市政府因而宣佈恢復博覽線延線計劃，但延線將改由喬治國王站直接沿菲沙公路前往蘭里而不會繞經喬德福。而根據運聯於2021年9月的報告顯示，整條延線最快仍要等到2028年才能通車。

## 車輛及車廠
| 型號              | 製造商           | 付運年份            | 車輛總數   | 車輛編號         | 使用路綫       | 每卡車 座位數 | 每卡車 載客量 | 車輛編排                  | 每組列車長度            | 每組列車載客量        |
| ----------------- | ---------------- | ------------------- | ---------- | ---------------- | -------------- | ------------- | ------------- | ------------------------- | ----------------------- | --------------------- |
| ICTS Mark I       | 市區運輸開發公司 | 1984年–1986年       | 114 (57組) | 001-056、061-118 | 博覽線、千禧線 | 36            | 80            | 1列4卡或6卡(001-002為1組) | 48米（4卡） 72米（6卡） | 320（4卡） 480（6卡） |
| ICTS Mark I       | 市區運輸開發公司 | 1991年              | 16 (8組)   | 121-136          | 博覽線、千禧線 | 36            | 80            | 1列4卡或6卡(001-002為1組) | 48米（4卡） 72米（6卡） | 320（4卡） 480（6卡） |
| ICTS Mark I       | 市區運輸開發公司 | 1994年              | 20 (10組)  | 137-156          | 博覽線、千禧線 | 36            | 80            | 1列4卡或6卡(001-002為1組) | 48米（4卡） 72米（6卡） | 320（4卡） 480（6卡） |
| 第一代ART Mark II | 龐巴迪運輸       | 2002年              | 60 (30組)  | 201-260          | 博覽線、千禧線 | 41            | 130           | 1列2卡或4卡(201-202為1組) | 34米（2卡） 68米（4卡） | 260（2卡） 520（4卡） |
| 第二代ART Mark II | 龐巴迪運輸       | 2009年-2010年       | 48 (24組)  | 301-348          | 博覽線、千禧線 | 33            | 145           | 1列2卡或4卡(301-302為1組) | 34米（2卡） 68米（4卡） | 290（2卡） 580（4卡） |
| ART Mark III      | 龐巴迪運輸       | 2016年, 2018-2019年 | 84 (21組)  | 401-428, 429-484 | 博覽線、千禧線 | 33            | 145           | 4卡(401-402-403-404為1組) | 68米（4卡）             | 580（4卡）            |
| 現代Rotem電聯車   | 現代Rotem        | 2009年              | 40 (20組)  | 101-120、201-220 | 加拿大線       | 44            | 200           | 1列2卡(101-201為1組)      | 41米                    | 400                   |

### 博覽線及千禧線列車
博覽線和千禧線均使用龐巴迪運輸所製造的先進捷運系統（Bombardier Innovia Metro）列車。這些列車是由直線電動機驅動，最高時速達90公里。ART列車可再細分為ICTS Mark I列車、ART Mark II列車、和ART Mark III列車。

#### ICTS Mark I列車
首批為數114卡的Mark I車輛從1983年至1986年間運抵溫哥華，以便於博覽綫通車時投入服務。列車由市區運輸開發公司製造，類似列車亦用於多倫多士嘉堡輕鐵和底特律輕鐵。第二批為數16卡和第三批為數20卡的Mark I車輛則分別於1991年和1994年投入服務，令Mark I車輛總數增加至150卡。Mark I列車每单元由2个车厢組成，可採1列2卡、4卡或6卡形式運行。每卡車長12米，有36個座位，連企位一共可載80個乘客，亦有位置供輪椅、單車和嬰兒車停泊。初期购买的车厢有疏散端门，但更多时候采用疏散平台逃生，所以端门除了设备维修外其余时间均为锁闭状态，而在随后的增购车厢中疏散端门设计被取消，这也就意味着Mark I车厢之间不互通。
博覽線通車初期，Mark I列車於非繁忙時間多以1列2卡形式行駛，繁忙時間或遇上大型活動時則以1列4卡形式行駛。往喬治王站的延綫開通後，列車大部分時間皆以以1列4卡形式行駛，大型活動時更增至1列6卡車。1列2卡的Mark I列車服務隨之陸續減退，除列車調動等内部運作外更於千禧線通車後完全消失。
Mark I车辆经过多次大修后无论是涂装和设备都进行大规模更新，客室由原来的暖色系日光灯改为LED二极管照明系统，内装风格由原来的暖色系转变为冷色系，在经过大修后，车厢涂装逐渐变更为深灰色，但在相当一段长的时间内乘客会看到黑白混编的列车组合。

#### ART Mark II列車
為配合千禧線通車帶來的乘客流量，運輸聯線於千禧線工程期間向龐巴迪訂購60部新的ART Mark II車輛；類似車輛亦用於吉隆坡巴生河流域輕快鐵系統的格蘭那再也綫、紐約市的甘迺迪國際機場捷運以及北京的機場快軌。Mark II車輛通常採1列2卡或4卡形式運行，分為每組長33.4米的2卡掛接車，乘客可於单元内的车厢之間穿梭；車身外形則取流線型設計。每一輛第一代Mark II車輛有41個座位，連企位一共可載130個乘客，亦如Mark I車輛般提供輪椅、單車和嬰兒車停泊位。
龐巴迪再於2006年11月中標，為運輸聯線提供34部新的第二代Mark II車輛；合約總值1億1千3百萬元。第二代Mark II車輛每卡車的座位數從第一代的41個降至33個，以提供更多企位；每卡車的載客量遂提升至145個乘客。第二代Mark II車輛亦加入閃燈路綫圖和更多扶手，每卡車並設有4個閉路電視鏡頭。首批第二代Mark II車輛於2009年7月3日投入服務。運輸聯線其後再訂購14部第二代Mark II車輛，於2010年初付運。當第二代Mark II車輛全數付運後，Mark II列車全部改以1列4卡重联運行，不过在长青延线开通初期，部分Mark II列车解编为2节车厢运行以保障行车间隔。

#### ART Mark III列車
隨著架空列車乘客流量增加，特別是最繁忙的世博線,以及建設新的線路，運輸聯線於擴展長青線時訂購28部新的ART Mark III車輛當有額外資金可用時，運輸聯線計劃再訂購24輛車以增加乘客容量。 作為逐步增加世博線的容量計劃的一部分，運輸聯線計劃使用5卡的Mark II / III列車來完全使用車站的80米平台；類似車輛亦用於吉隆坡巴生河流域輕快鐵系統的格蘭那再也綫延長綫。
ART Mk-III的外部尺寸與Mark II相似，但內部通過重新設計佈局來提高容量，包括更大的多用途空间和更宽的大断面贯通道；車輛看起來更流線，車輛的兩側與前後有更大的窗戶，以增强乘客观景体验和增加车内亮度。与加拿大线的列车一样，这批列車的外部和內部的末端有大型LED顯示屏，顯示下一站和終點站的名稱。
第一輛Mark III車輛於2016年8月18日在世博線上投入服務。在2016年9月26日Mark III車輛因在過天空之橋時失去了電力供應被臨時退出服務。

#### Alstom Mark V列車
運輸聯線在2020年表示，将制造41列5节编组列车。
第一辆Mark V车辆于2025年7月10日在世博线上投入服务。

### 加拿大線列車
受加拿大線項目公私合夥條款所限，該線使用南韓公司現代Rotem所製的電聯車，因为加拿大线与早期线路的设计规格不同，因此加拿大線列車不能於博覽線和千禧線上運行。加拿大線現時共有20組列車，每組列車有88個座位，連企位一共可載334個乘客。每組列車最高時速達80公里，由2卡掛接車組成，長度達41米，濶度達3米，比另外兩線所使用的龐巴迪製列車較長和濶，以提供位置讓來往機場的旅客擺放行李。每組列車均有電子螢幕顯示下一站和終點站的名稱。
加拿大線列車將來可增至1列3卡掛接車以提升載客量，屆時沿途車站月台長度將需要從現時的40米擴長至50米。受車站設計所限，50米是月台長度的上限，加拿大線列車因此不能採1列4卡車或以上的車輛編排；日後將需要购买新车厢或改造（拆除）车内座椅以满足远期客流水平。

### 車廠
博覽線和千禧線／長青延線的共用車廠毗鄰本那比愛德蒙斯站，而加拿大線的車廠則毗鄰列治文橋港站。

## 營運狀況

### 收費
|                              |            |                 |                 |            |
| 新收費(2025年7月1日开始实行) | 一個收費區 | 跨越兩個 收費區 | 跨越三個 收費區 | 機場附加費 |
| 成人(18-65)                  | $3.35      | $4.85           | $6.60           | +$5.00     |
| 特惠(13-18)                  | $2.25      | $3.30           | $4.50           | +$5.00     |

架空列車採用運輸聯線的公共交通收費架構。在此架構中，大溫地區被分成三個收費區，而車資則以乘客橫跨了多少個收費區來計算。持有效車票的乘客在購票90分鐘内無需額外繳費便可於架空列車、巴士、或海上巴士之間轉乘。乘客可以現金、扣數卡或信用卡在車站大堂的自動售票機購買康百世智能儲值卡或康百世單程車票。其他有效車票還包括日票（DayPass）、月票（monthly pass）、以及大專學生票（U-Pass）等。失明人士亦可使用由加拿大全國失明人士協會（Canadian National Institute for the Blind）發出的有效身份證明來免費乘車。6-13歲的兒童、持有效身份證明的中學生以及長者皆可繳付特惠車費乘車。
另一方面，加拿大線上的天普頓站、海島中心站和溫哥華國際機場站則被劃為機場特別收費區，乘客於以上任何三個站購買單程車票或日票，或使用康百世智能儲值卡離開機場收費區時，需額外繳付5.00加元的附加費；使用預繳月票或於以上三個站下車的乘客則不受影響。純粹於機場收費區以内使用加拿大線的乘客則無需繳付任何車資，沒有康百世卡的乘客可於機場收費區內三個車站的閘外售票機按下「只供海島內使用(Sea Island Only)」的選項及確認相關使用守則後免費取得一張車票，於取票當日於拍卡起計九十分鐘內無限次使用該票出入機場收費區內三個車站。
架空列車車站過去不設出入閘機，依靠乘客自律繳費。為了避免乘客逃票，車上時有警察及運輸聯線工作人員查看乘客的付費證明。當局有權要求未能出示有效車票的乘客落車，最高罰款達173加元。當局估計每年因乘客逃票而損失達四百萬加元，過往也曾考慮於車站增設閘門以防止乘客逃票，但往往以計劃成本比逃票帶來的損失為高而否決此念頭。然而，車站的開放式設計方便不法分子犯案後逃離現場，亦令乘客於近年多番質疑架空列車系統的安全性。有見及此，運輸聯線從2011年7月起在架空列車車站進行前期工程以便安裝閘門，各車站的閘門於2016年啓用，而康百世卡智能收費系統則於2015年投入服務。

### 財務狀況
架空列車於2005年的年度營運開支則達73,381,000加元。運輸聯線主要從車資（2005年度：$285,520,000）和稅收（2005年度燃油稅：$254,628,000；2005年度物業稅：$216,824,000）支付營運開支。另一方面，用以興建架空列車系統的基本建設費用則由運輸聯線及其他政府機構共同承擔，從加拿大線建造成本的分佈可見一斑（運輸聯線佔22%、加拿大聯邦政府：29%、卑詩省政府：28%、溫哥華機場管理局：19%、溫哥華市政府：2%）。雖然運輸聯線從2001年起已在業務方面錄得盈餘，但多項建造成本開支仍為當局帶來債務。截至2006年，運輸聯線的長期債項達11億加元，當中5億8百萬元是緣自當局於1999年從卑詩省政府接管架空列車系統。

## 外部連結
- 架空列車官方網站 （页面存档备份，存于） （英文）
- 卑詩捷運公司網站 - 博覽綫和千禧綫的營運單位 （英文）
- Protrans BC網站 - 加拿大綫的營運單位 （英文）